# Henningsvær
Henningsvær é uma vila pesqueira localizada no município de Vågan, no condado de Nordland, Noruega. Ela fica localizada em várias pequenas ilhas ao largo da costa sul da grande ilha de Austvågøya, no arquipélago de Lofoten. A vila se localiza aproximadamente vinte quilômetros a sudoeste da cidade de Svolvær. Henningsvær está ligada ao resto do município de Vågan através das pontes Henningsvær. A vila está situada principalmente nas ilhas de Heimøya e de Hellandsøya.

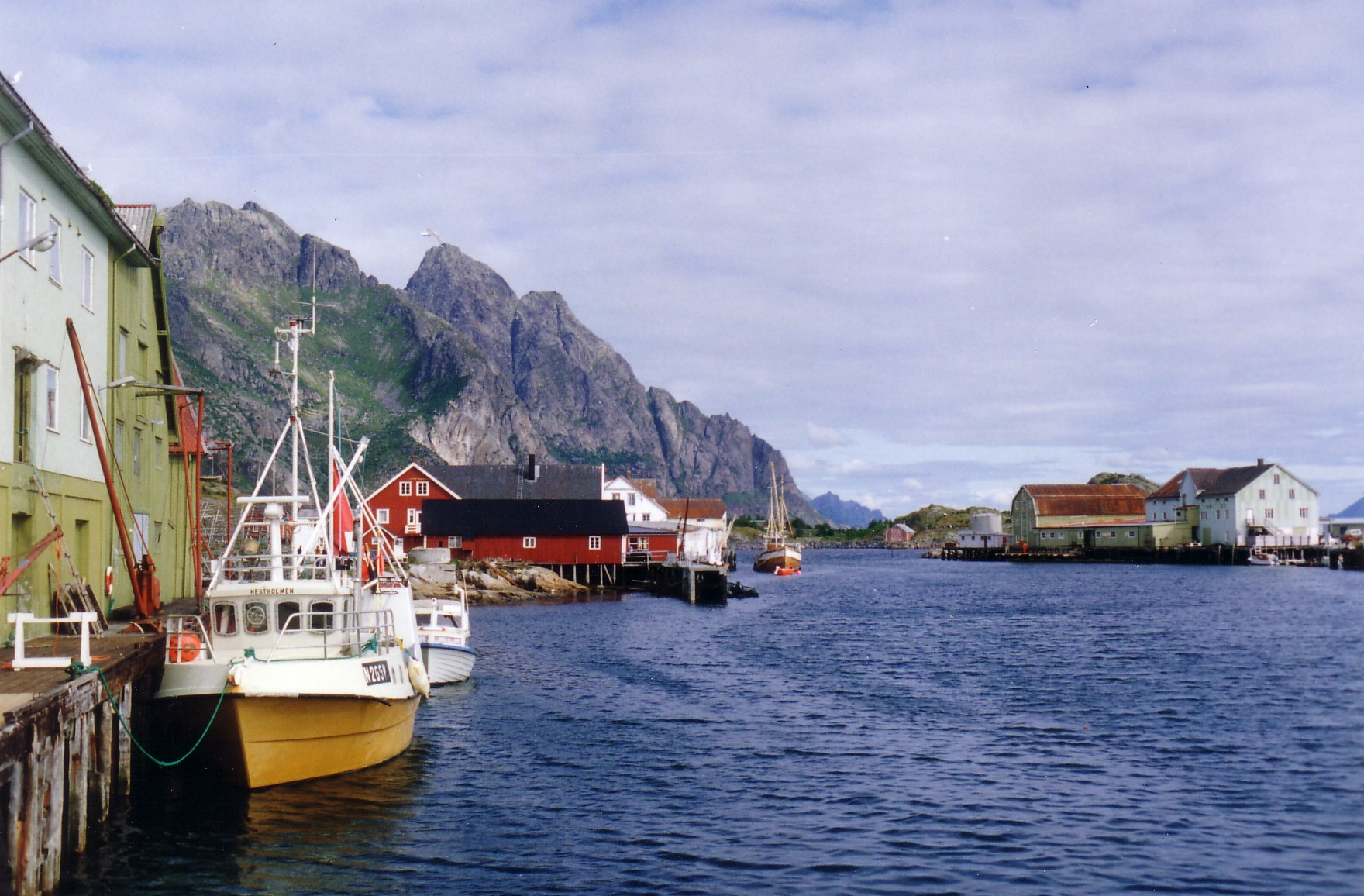
Porto de Henningsvær.

A vila de 0,3 quilômetros quadrados (74 acres) tem uma população (2018) de 510 habitantes, o que dá à vila uma densidade populacional de 1 700 habitantes por quilômetros quadrados (4 400/milhas quadradas). Devido à sua arquitetura tradicional de vila pesqueira, Henningsvær atrai muitos turistas. Alpinismo e saltos ornamentais/mergulho também são atividades turísticas populares. A Igreja Henningsvær está localizada nesta vila, na ilha de Heimøya.
Com o aumento da aerofotografia na segunda década dos anos 2000, o campo de futebol Henningsvær Fotballbanen ganhou atenção mundial. A organização europeia de futebol, UEFA, filmou em cima e ao redor do campo para o seu vídeo "We Play Strong" com Liv Cooke. Pepsi Max Norge ofereceu seu auxílio à final da Liga dos Campeões da UEFA em 2018 com uma instalação de arte criada por crianças chutando bolas de futebol cobertas de tinta. O campo é administrado pelo clube de futebol Henningsvaer IL, sob a liderança de Ole Johan Wiik desde 2018.